# Deutsche Bauernschaft
Die Deutsche Bauernschaft (1927–1933) war ein Zusammenschluss von klein- und mittelständischen Bauernorganisationen, die für die Demokratie der Weimarer Republik eintraten. 1927/28 gab es etwa 100.000 Mitglieder.

## Geschichte
Auf Grund der Verschlechterung der wirtschaftlichen Lage der Landwirtschaft und der beginnenden Landvolkbewegung kam es zu Überlegungen, die agrarischen Interessen durch neue Zusammenschlüsse wirksamer vertreten zu können. Bei den klein- und mittelbäuerlichen Organisationen spielte dabei u. a. auch die Agrarpolitik der SPD eine Rolle, die selbst bei ihr nahestehenden Kleinbauernverbänden wie dem Nordwestdeutschen Heuerlingsverband sowie beim Reichsverband landwirtschaftlicher Klein- und Mittelbetriebe, dem dieser angeschlossen war, auf Ablehnung stieß. Auch im Deutschen Reichslandbund, der 1921 aus der Fusion des Bunds der Landwirte mit dem Deutschen Landbund entstanden war und zunächst die DDP unterstützte, gab es Unzufriedenheit mit deren Agrarpolitik. Führende Vertreter wechselten deshalb zur DVP. Um den Einfluss der klein- und mittelständischen Bauernorganisationen auf die Politik nicht zu gefährden, nahmen der Reichsverband landwirtschaftlicher Klein- und Mittelbetriebe, der Bayerische Bauernbund und der Deutsche Bauernbund im Frühjahr 1927 Verhandlungen auf. Diese führten zur Konstituierung der Deutschen Bauernschaft, die am 9. September 1927 in Berlin erfolgte.
Die Deutsche Bauernschaft war eine Dachorganisationen von demokratiebejahenden Bauernverbänden. Im Vorstand der neuen Organisation kam als Vorsitzender vom Bayerischen Bauernbund der Landwirtschaftsminister Anton Fehr, als 2. Vorsitzender der 2. Vorsitzende des Schlesischen Bauernbundes, August Hillebrand, Peter Reimers, Vorstandsmitglied der Hannoverschen Bauernschaft, Heinrich Kuhr, Vorsitzender des Verbandes christlicher Heuerleute, Pächter und Kleinbauern in Lingen (Zentrum), Emil Marth, Vorsitzender der Pommerschen Bauernschaft, und Gustav Evers, ehemaliges Mitglied der Deutschen Bauernbundes.
Vorsitzender des Geschäftsführenden Ausschusses wurde der Vorsitzende des Deutschen Bauernbundes und DDP-Reichstagsabgeordnete Friedrich Wachhorst de Wente, die Geschäftsführung übernahm der Geschäftsführer des Reichsverbandes landwirtschaftlicher Klein- und Mittelbetrieb, das Zentrumsmitglied Heinrich Lübke, der spätere Bundespräsident, sowie Arthur Müller, bislang Geschäftsführer des Deutschen Bauernbundes und DDP-Mitglied. Der Deutsche Bauernbund ging völlig in die Deutsche Bauernschaft auf.
Der Bayerische Bauernverband und der Schlesische Bauernverband wollten zur Reichstagswahl 1928 die Deutsche Bauernschaft in eine Bauernpartei umwandeln. Doch die meisten anderen Mitgliedsorganisationen zogen nicht mit. Die von diesen beiden Verbänden getragene Deutsche Bauernpartei bekam 1928 acht Mandate, wobei sie außerhalb Bayerns nur ein Prozent der Stimmen gewann und mit August Hillebrand auch nur einen Reichstagsabgeordneten errang.
Die übrigen Verbänden wollten die bisherigen politischen Kanäle zur SPD, DVP, DDP und dem Zentrum weiter offenhalten und über sie eine bauernfreundlichere Politik erreichen. In diesem Zusammenhang wurde Anton Fehr als Vorsitzender durch Emil Marth abgelöst.
Als 1929 die Grüne Front zur besseren Durchsetzung agrarischer Interessen konstituiert wurde, war auch die Deutsche Bauernschaft mit im Boot. Da die Grüne Front jedoch immer mehr einseitig die Interessen der Großbauern vertrat, häufte sich die Kritik aus den Reihen der Deutschen Bauernschaft. Ende 1930 verließ die Deutsche Bauernschaft schließlich die Grüne Front, was letztlich zum Ausscheiden des mitgliederstarken Bayerischen Bauernbundes aus der Dachorganisation führte. Die 1930 gewählten Mitglieder der Deutschen Bauernpartei aus den Reihen des Bayerischen Bauernbundes schlossen sich im Reichstag der Fraktion der „Christlich-nationalen Bauern- und Landvolkpartei“ (CNBL), vor dieser Wahl in Deutsches Landvolk umbenannt, an, während August Hillebrand zur Deutschen Staatspartei (DStP) ging.
Die Deutsche Bauernschaft begleitete die Regierung Heinrich Brüning kritisch, vor allem die Subventionierung der Junker. Bei der Reichspräsidentenwahl 1932 rief sie zur Wahl Hindenburgs auf. 
Am 11. Juli 1933 löste sich die kaum erforschte Deutsche Bauernschaft auf.

## Vorsitzende
- 1927–1928: Anton Fehr
- 1928–1933: Emil Marth

2. Vorsitzender
- 1927: August Hillebrand

## Reichstagswahlergebnisse
- Reichstagswahl 1928: 481.254 Stimmen, 8 Mandate
- Reichstagswahl 1930: 339.434 Stimmen, 6 Mandate
- Reichstagswahl 1932I: 137.133 Stimmen, 2 Mandate
- Reichstagswahl 1932II: 149.002 Stimmen, 3 Mandate
- Reichstagswahl 1933: 114.077 Stimmen, 2 Mandate

## Angeschlossene Organisationen
- Bayerischer Bauernbund
- Braunschweiger Bauernbund
- Fränkischer Bauern- und Mittelstandsbund
- Hannoversche Bauernschaft
- Hessische Bauernschaft
- Märkische Bauernschaft
- Mitteldeutscher Bauernbund (Magdeburg)
- Nordwestdeutscher Heuerlings-Verband (Osnabrück)
- Oldenburger Bauernschaft
- Ostpreußische Bauernschaft
- Pommersche Bauernschaft
- Schlesischer Bauernbund
- Schleswig-Holsteiner Bauernverein
- Thüringer Pächter- und Kleinbauernbund
- Verein christlicher Heuerleute / später: Verband christlicher Heuerleute, Pächter und Kleinbauern (Lingen an der Ems)
- Verband der Kleinbauern und Pächter Anhalts
- Westfälischer Bauernbund